# Nouvelle Gauche (Japon)
Pour les articles homonymes, voir Nouvelle gauche (homonymie).
La Nouvelle gauche (新左翼, shin-sayoku) est un mouvement politique japonais reprenant les idées de la Nouvelle gauche occidentale. Elle se démarque des partis de gauche plus anciens comme le Parti communiste japonais et le Parti social-démocrate.
Elle commence à se faire connaitre en 1960 lorsqu'une faction dissidente du syndicat étudiant Zengakuren, jusque là proche du PC japonais, envahit la Diète au moment où le traité de coopération mutuelle et de sécurité entre les États-Unis et le Japon est négocié entre les deux pays.
Elle poursuit ses activités pendant les années 1960 sur fond de contestation contre la guerre du Viêt Nam, occupant régulièrement des universités (Waseda en 1966, Todai en 1968-69). Plusieurs groupes évoluent vers le terrorisme. Dans les années 1970, la faction la plus extrémiste fonde l'Armée rouge japonaise avec un pic d'activité culminant en 1972 avec le massacre de l'aéroport de Lod.

## Histoire
Dans les années 1960, le gouvernement japonais fait face à une montée progressive d'un sentiment de défiance de la part du milieu universitaire, alors que l'activisme politique y est généralement strictement interdit. Le mouvement étudiant s'oppose aux conservateurs, au réarmement du Japon et à la guerre du Vietnam. Malgré sa Constitution pacifiste, le Japon est impliqué dans la guerre : l'île Okinawa est le siège de la principale base américaine en Asie orientale, et c’est de là que partent les B-52 pour aller bombarder le Vietnam. Les mouvements anti-guerre japonais cachent des déserteurs américains et leur fournissent des papiers.
Le 15 juin 1960, 100 000 personnes, réunies par la puissante centrale étudiante Zengakuren, manifestent devant le Bâtiment de la Diète nationale contre le traité de sécurité nippo-américain. Le 8 octobre 1967, en tentant d'empêcher le premier ministre Satō d'aller au Sud Viêt Nam, les manifestants se heurtent aux forces de police, et Hiroaki Yamazaki étudiant de 19 ans de l'Université de Kyoto est tué.
Dans le même temps, et depuis 1965, les frais d'inscription à l'université ont augmenté, poussant les étudiants à faire des piquets de grève pour protester.

### Grèves étudiantes
La mobilisation étudiante s'organise : le 15 janvier 1968, une manifestation pour empêcher le départ du porte-avions Enterprise rassemble les différentes tendances du mouvement étudiant (les trotskistes Kakumaru, les Jeunesses communistes et démocrates, le front étudiant anti-impérialiste, le Front socialiste de libération...). Le même mois, les étudiants de l'université Chūō se mettent en grève, bientôt suivis par les autres universités. Le 15 avril 1968, la révélation d'un détournement de 2 milliards de yens par l'administration de l'université Nihon provoque un scandale ; les étudiants demandent l'autogestion étudiante aux autorités. En l'absence de réponse, ils occupent l'université et la paralysent, obligeant le président de Nihon à négocier. Le 23 mai 1968 a lieu la première manifestation au sein de l'Université Nihon ; le mouvement débouche sur la création le 27 mai d'un comité de lutte inter-campus à l'université. L'université Tōdai est elle aussi occupée par les étudiants. Le 20 octobre 1968, l'Agence de Défense du Japon est assiégée par le syndicat des étudiants socialistes. Le 21 octobre 1968 est célébrée la « journée internationale contre la guerre » (du Viêt Nam). Des émeutes ont lieu à Shinjuku, protestant contre l'acheminement du napalm vers le Viêt Nam, passant par les bases américaines du Japon ; il est procédé par les forces de l'ordre à 734 arrestations. Le même soir, 20 000 étudiants partent manifester avec des cocktails Molotov devant l'ambassade des États-Unis.
Le 18 janvier 1969, 8 500 policiers prennent d'assaut l'auditorium Yasuda de l'université Tōdai pour lever les barricades mises en place par les étudiants, qui occupent l'université depuis six mois. 768 arrestations sont effectuées. Le 28 avril 1969, c'est le « jour d'Okinawa » : 100 000 personnes manifestent en faveur de la rétrocession d'Okinawa et de l'annulation du traité de sécurité nippo-américain ; 956 personnes sont arrêtées. L'évacuation de Tōdai et l'échec dans la lutte contre le traité de sécurité sonnent le glas du soutien de la population envers le mouvement étudiant. Celui-ci est maintenant composé de nombreuses factions d'extrême-gauche antagonistes, et éclate sous les tensions, la violence et les affrontements qui s'enchaînent. Les nombreux groupes issus du fractionnement de la Zengakuren se livrent des batailles de rue, la police en profitant pour arrêter en premier lieu les dirigeants, sapant la base idéologique des protagonistes. Ils affrontent aussi contre des factions d’extrême droite manipulées par des personnalités du Parlement ou du gouvernement.

### Extrémisme
Le 28 août 1969 a lieu un rassemblement du Bundo, la ligue des communistes, à l'auberge de jeunesse de Jogashima ; sont également présents des représentants de groupes plus radicaux. Lors du débat, la création d'une armée révolutionnaire, pour reprendre la lutte contre le gouvernement, est proposée. Le Bundo la refuse, et purge de ses rangs les partisans de cette idée ; de cette purge nait la Faction armée rouge (赤軍派, Sekigun-ha). Elle est composée essentiellement d'étudiants de province défavorisés, l'élite universitaire commençant à rentrer dans le rang ; l'utilisation du mot « armée » (gun) dans son nom est déjà significatif de sa différence avec les autres mouvements. Prenant pour modèle les guérillas vietnamiennes et cubaines, les étudiants qui en font partie pensent pouvoir abattre l'impérialisme et le capitalisme (américain et japonais) par l'action immédiate.
En septembre 1969, la Nouvelle Gauche arrive à rassembler 11 000 étudiants contre le traité de sécurité ; la FAR s'y fait déjà remarquer, et cinq cents policiers sont chargés de surveiller leurs quatre cents membres. Le 5 novembre 1969, 53 membres de la Faction Armée Rouge sont arrêtés alors qu'ils s'étaient réfugiés au col Daibosatsu pour y recevoir un entrainement militaire, en vue d'enlever le premier ministre Satō. L'ampleur du projet découvert incite la police à mener une vague d'arrestations dans les forces du mouvement, afin de le neutraliser. 89 membres en tout, incluant ceux du col Daibosatsu, sont ainsi arrêtés.

### Fin du mouvement
L'assaut du 18 janvier 1969 du hall Yasuda est une première étape de reprise en main pour le gouvernement, et la dernière évacuation. Avec la loi du 17 août 1969, qui autorise le maintien de l'ordre dans les universités par la police (en lui donnant les moyens de le faire), et l'absence de débouché politique (le mouvement étudiant étant en conflit avec les partis de gauche traditionnels), le mouvement s'enlise ; on considère même parfois qu'il s'arrête. Les actions de factions extrémistes (notamment les dérives sectaires de l'Armée rouge unifiée, qui massacre plus d'une douzaine de ses membres) discréditent les revendications des étudiants, tout comme l'ensemble des mouvements de gauche et potentiellement tout engagement politique. Le mouvement disparait avec la fin de la guerre du Viêt Nam.

## Organisations issues de la Nouvelle Gauche

### Trotskyste
- Fédération trotskyste japonaise (1957-1957) - Ligue communiste révolutionnaire (Japon) (1957 -,) - (Alliance étudiante marxiste)
- Ligue communiste révolutionnaire japonaise (LCRJ) (1991 -, Kakehashi)
- Ligue communiste révolutionnaire - Comité national (1962 -, Chūkaku-ha, 2007 - ))
- Ligue communiste révolutionnaire du Japon (Quatrième internationale)(1965-1991)
- Ligue communiste révolutionnaire du Japon (faction marxiste révolutionnaire) (1962 -,)
- MELT (Japon)
- Conseil de reconstruction de la Ligue communiste révolutionnaire (2007-, Kansai-ha))
- Conseil national des travailleurs internationalistes (1991 -, Pouvoir Ouvrier)
- Section japonaise de la quatrième internationale (fraction bolchevik-léniniste)(1967-)

### Ligues communistes
- Ligue des communistes marxiste-léniniste (1960 -, faction ML) - Alliance des jeunes marxistes (1973 -)
- Ligue des communistes (front marxiste) (1964-1968)
- Ligue des communistes d'avant-garde (1968-1973) - Parti communiste (1973 -)
- Ligue des communistes (1958-1960, 1966-1970, communiste, surnommé "Bunto")
- Comité communiste des travailleurs (rampant) (1968-)
- Ligue communiste japonaise - Faction armée rouge (1969-1970) - (groupe Yodo)
- Ligue des communistes oppositionnelle (1971 - 1977, faction insurrection)
- Armée rouge japonaise (1972-2001)
- Armée rouge unifiée (1971-1972, venant en partie de la Faction armée rouge, du Parti communiste japonais (Faction de Gauche) et du Comité communiste de la préfecture de Kanagawa
- Faction du drapeau de combat de la Ligue des communistes (1973 -,Faction Nishida)
- Mouvement de solidarité (2001 -)
- Ligue des communistes (comité national) (1970 - Beetmeson)
- Ligue des communistes (kikka-ha) (1981 -,) - Parti communiste du travail (1999 -)
- Parti travailliste socialiste (1984-) - Association Marxiste (2002-)
- Ligue des communistes (Comité d'unification) (2004 -, formation des factions Battlefront et Bei-feu )
- Faction du drapeau de combat de la Ligue des communistes (Faction Hyuga) - Bund (1997-2001) - Réseau Actio (2008-)
- Soulèvement communiste allié (Front de fer) (1970-)

### Conseillisme japonais
- Ligue des Jeunes Socialistes Japonais (1960 -, Shochiku)
- Faction de libération (première moitié des années 1960 -,) - (Union révolutionnaire des travailleurs, syndicat des travailleurs)
- Le Conseil national de libération visant à construire un parti ouvrier révolutionnaire (1981 -, Alliance de libération, Workers 'School, faction Takiguchi)
- Association des travailleurs révolutionnaires (Faction de libération du Parti socialiste) (école ordinaire, faction de Koma, Hyundai)
- Association des ouvriers révolutionnaires (Libération) (1999 -, faction Kimoto, secte Yamaton, Akafusa)

### Réformisme Structurel et pro-soviétique
- Ligue communiste unifié (1961 -)
- Mouvement révolutionnaire socialiste (1961)
- Ligue socialiste unifiée (1962-)
- Parti révolutionnaire communiste japonais (1970-)
- Front [Ligue Socialiste] (1962-1987)
- Ligue des travailleurs socialistes (1962)
- Parti travailliste communiste (1966-1971, parti communiste du travail)
- Parti communiste du Japon (voix du Japon) (1964-)
- Mouvement socialiste démocratique (2000 -, MDS)

### Marxiste-léniniste pro-chinois
- Groupe d'étude de la pensée de Mao Zedong
- Parti communiste japonais (Faction de Gauche)
- Gauche révolutionnaire (Japon) (1969-)
- Parti révolutionnaire du Japon (Parti de Kyushu) (1970-)
- Parti travailliste japonais (1974-)
- Parti Communiste japonais (Marxiste-Léniniste) (ML-ha)
- Parti communiste japonais (Faction Action) (Front populaire japonais)
- Parti vert (tendance Mihashi)
- Parti des Citoyens (anciennement "MPD · Paix et Mouvement Démocratique")
- Parti communiste ouvrier
- Ligue des communistes, comité de la zone de la capitale

### Anarchiste
- Union révolutionnaire anarchiste
- Front révolutionnaire anarchiste
- Alliance communiste anarchiste

### Autres
- Front armé anti-japonais d'Asie de l'Est
- Courant communiste internationaliste
- Kaihō-ha